# Rijekas moské

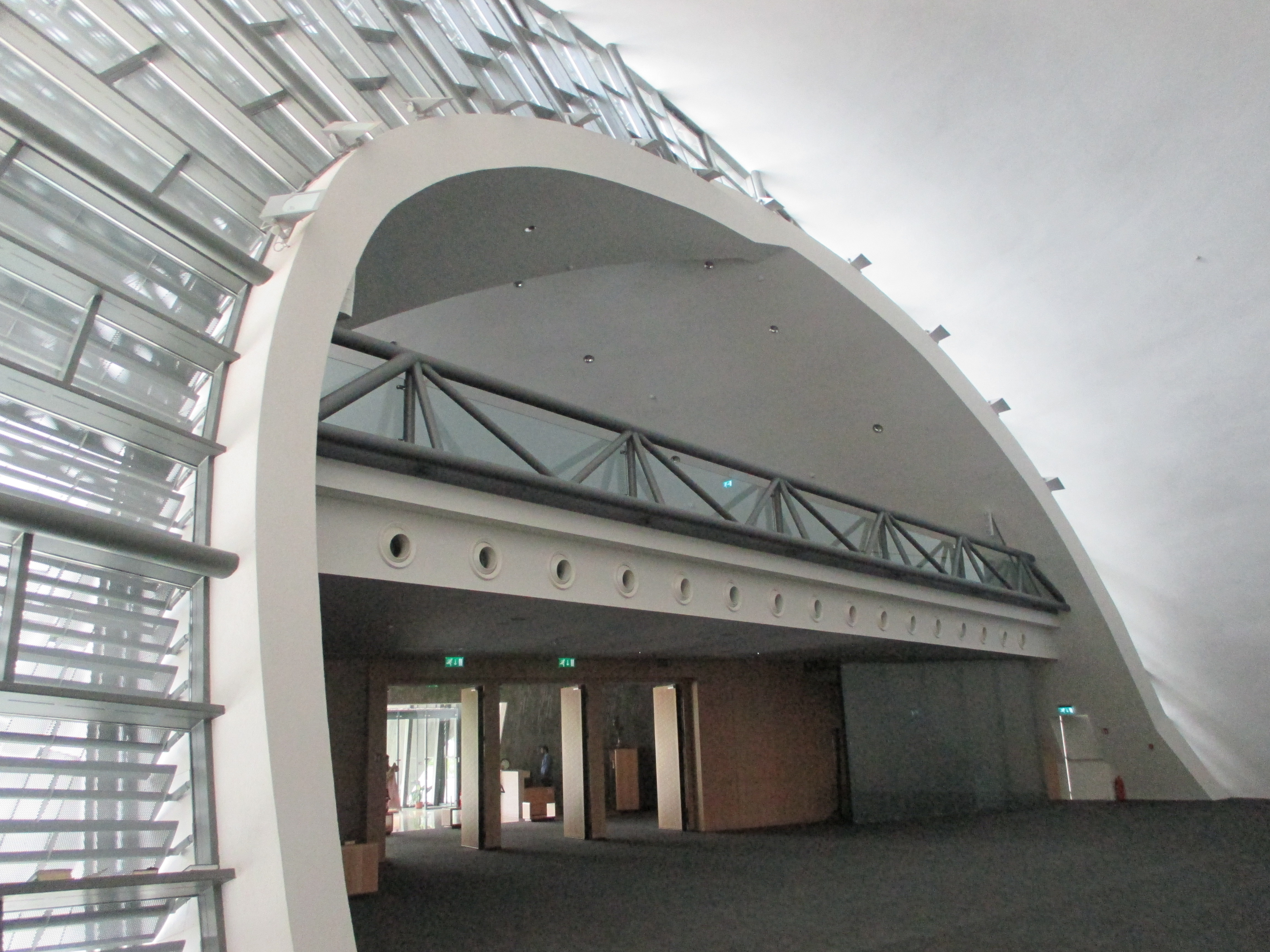
Moskéns interiör år 2014.

Rijekas moské (kroatiska: Riječka džamija), formellt Rijekas islamiska center (Islamski centar Rijeka), är en moské i Rijeka i Kroatien. Den uppfördes åren 2009–2013 vid motorvägen A7 i Gornji Zamet och tjänar drygt 9 000 människor, företrädesvis bosniakiska och albanska invandrare, som bekänner sig till islam och som bor eller arbetar i Rijeka eller Primorje-Gorski kotars län. Moskén ligger på adressen Ante Mandića 50 och var efter Gunjas moské (invigd år 1969) och Zagrebs moské (invigd år 1987) den tredje moskébyggnaden att uppföras i Kroatien. 

## Historik
År 1966 grundades Rijekas islamiska förbund och år 1968 uttryckte förbundet viljan av att grunda ett islamiskt center i Rijeka. Uppförandet av en moské och ett islamiskt center skulle av olika anledningar, delvis på grund av motstånd från myndigheterna eller invändningar från allmänheten, komma att förverkligas först i slutet av 2000-talet. Den 3 oktober 2009 lades grundstenen till den nya moskén och islamiska centret i Rijeka som uppfördes enligt ritningar av arkitekten Dušan Džamonja. Bygget kostade 76 miljoner HRK och finansierades delvis av privata donationer från muslimer boende i Kroatien och den kroatiska staten. Den största enskilda donatorn var staten Qatar. Rijekas islamiska center invigdes den 4 maj 2013.

## Arkitektur och kapacitet
Islamiska centrets bruttoarea uppgår till 5 291 kvadratmeter varav 3 612 kvadratmeter är övertäckt yta och 1 679 kvadratmeter semiöppen eller delvis täckt yta. Den övertäckta delen (moskén) kan hysa upp till 1200–1400 besökare. Minaretens höjd är 23 meter.